# Итальянские походы Фридриха I Барбароссы
Итальянские походы Фридриха I Барбароссы — войны Священной Римской империей на территории Италии во второй половине XII века.

## Причины
Вступив на престол, император Фридрих I Барбаросса решил, пользуясь постоянными междоусобицами итальянских городов, предпринять поход в Италию, чтобы снова принести императорской власти то могущество, которое она имела при Каролингах и Оттонах, a также возвратить империи её прежние границы. Господствующее положение занимал Милан, относившийся весьма неприязненно к Империи.

## Походы

### Первый поход (1154—1155)
В октябре 1154 года с небольшими силами император двинулся в Ломбардию против городов Киари, Асти и Тортоны. Последний он осаждал 2 месяца и овладел им.
Затем он короновался в Павии железной короной и двинулся к Риму, где заставил папу Адриана IV короновать себя 17 июня 1155 года. В ту же ночь римляне напали на немецкий лагерь, но были отбиты с потерей около 1 тысячи человек. Однако развившаяся лихорадка, a также окончание сроков службы некоторых феодалов заставили императора отойти к Сполето, a затем и в Германию. В одном из тирольских ущелий войска Фридриха встретили неожиданное препятствие: отряд ломбардцев, решивший отрезать немцам путь, занял господствующие высоты над единственным выходом из гор; в этом положении пфальцграф баварский Оттон Виттельсбах с тяжеловооружёнными рыцарями вскарабкался на командующие утесы и, прогнав неприятеля, открыл войску дорогу.

### Второй поход (1158—1162)
Воспользовавшись раздражением императорского сейма против притязаний папы и вызывающей политики ломбардцев, Фридрих Барбаросса в 1158 году двинулся в Италию против Милана. Co всеми силами (по некоторым известиям, до 100 тысяч человек) император тесно обложил город и довел его до крайней нужды. Миланцы вынуждены были просить пощады, построить в городе императорский дворец, заплатить деньги и представить заложников.
Затем Фридрих разрушил Верону и Феррару.
Пока он распоряжался в Северной Италии, уполномоченные византийского императора Мануила I, проживавшие в Венеции, убеждали озлобленных ломбардцев и их союзников отстаивать свободу. В 1159 году миланцы опять взялись за оружие, но не рассчитали своих сил: несмотря на борьбу с папою, Фридрих Барбаросса легко справился с Миланом. Однако оставленный некоторыми императорскими вассалами за окончанием срока их службы император по малочисленности своих войск не был в состоянии тесно осадить огромный город до прибытия подкреплений из Германии, подошедших лишь в конце 1161 года. Поэтому Фридрих перенес свою главную квартиру в Лоди, отрезал миланцам все сношения с Пиаченцой и лишил город продовольствия. Доведенные до крайности, жители были вынуждены смириться и снова просить пощады (апрель 1162 года). Это было самой удобной минутой для утверждения немецкого владычества в Ломбардии, если бы Фридрих умеренно воспользовался победой и не злоупотребил покорностью миланцев. После того как все население Милана (как 3 года назад) униженно молило императора о помиловании, стены и главные здания города были разрушены, a жителям приказано расселиться по неукреплённым местечкам. Подобная участь постигла затем Брешию, Пиаченцу и другие союзные с Миланом города, a Тортона, отданная павийцам, была срыта до основания. С этих пор все ломбардские города стали терпеть корыстолюбие императорских наместников.

### Третий поход (1167—1168)
Ещё в 1164 году в Ломбардии, с одобрения папы Александра III, образовался союз из городов Вероны, Тревизо, Падуи и Виченцы, известный под именем Веронского союза, для борьбы с императором и восстановления Милана; к нему скоро примкнул (7 апреля 1167 года) так называемый Ломбардский союз из городов Кремоны, Бергамо, Брешии, Мантуи и Феррары.
Весной 1167 года Фридрих выступил в Среднюю Италию и, осадив Анкону, выслал к Риму отряд из 300 рыцарей под командованием канцлера Райнольда. По дороге к Риму, при Тускулуме, Райнольд был атакован превосходящими силами римлян и отправил гонца к Фридриху с просьбой о помощи, но ни один из светских князей, бывших в императорском войске, не желал предпринимать рискованного дела. Тогда находившийся при немецкой армии архиепископ Христиан Майнцский, собрав свой отряд и усилив его волонтерами, во главе 1300 человек поспешил на помощь Райнольду. Подойдя к Тускулуму, он скрыл отряд в засаде и, когда Райнольд, уведомленный о его приближении, начал атаку противника, мужественный архиепископ, выдвинувшись из осады, в свою очередь энергично атаковал римлян, опрокинул их и нанес им поражение. Дорога к Риму была открыта, и в июле 1167 года Фридрих вступил в «вечный город», принудил папу Александра III бежать из Рима, возвел на папский престол Пасхалиса и заставил римлян принести себе присягу на верность.
Между тем в Риме развилась в сильнейшей степени лихорадка, уничтожившая цвет немецкого рыцарства и его лучших предводителей, в том числе и Райнольда. Когда весть об этом достигла Ломбардии, поднялись все города от долин Пьемонта до Адижа, кроме Павии. Император был вынужден с остатками войск отступить в Германию. С большим трудом пробрался он через Альпы в Савойю, едва спасаясь от преследовавших. Остатки немецких войск были изгнаны из Ломбардии, и города провозгласили свою независимость. Однако Фридрих не упал духом и стал готовиться к новому походу.

### Четвёртый поход (1174—1177)
Уже в 1171 году Фридрих отправил в Италию отряд наемных войск архиепископа Христиана Майнцского. Последний вступил в Ломбардию, овладел Болоньей и, расположившись затем в Тоскане, сумел встать во главе соединенных тосканских городов и таким образом облегчить императору вторжение в Италию.
Сам Фридрих выступил в поход осенью 1174 года. Никто не сомневался в счастливом исходе предприятия, но на этот раз запальчивость императора побудила его наделать немало ошибок. Увлекаясь желанием отомстить возмутившимся городам, он слишком долго оставался перед Сузой, которую взял и разрушил до основания. Затем осадил Алессандрию, оставив совсем без внимания ломбардскую армию, которая тем временем начала грозить его сообщениям с базой — Павией. Страх перед его именем был, однако, так велик, что неприятель сам предложил ему заключить перемирие и начать мирные переговоры. Желая выиграть время до подхода новых подкреплений из Германии, Фридрих снял осаду Алессандрии и весною 1175 года в Монтебелло заключил перемирие.
Однако переговоры не привели ни к чему. Надеясь на помощь Северной Германии, император возобновил военные действия, но сильнейший из его вассалов, Генрих Лев, владелец Баварии и Саксонии, отказался от дальнейшего участия в походе, вследствие чего Фридрих был вынужден всю зиму 1175 года провести в бездействии в Павии, пока весною не подошли из Германии подкрепления епископов Вихмана Магдебургского и Филиппа Кельнского. Через Граубинден и Киавенну они достигли Комо, где соединились с императором. Желая соединиться с многочисленной милицией Павии и войсками маркиза Монферратского, a также притянуть к себе из Тосканы отряд Христиана Майнцского, Фридрих выступил из Комо, тщательно избегая встречи с неприятелем. Co своей стороны, желая помешать соединению императора с Христианом и вместе с тем предотвратить бедствия вторичной долговременной осады, миланцы решились покончить войну одним ударом, отважившись на генеральное сражение. 28 мая они двинулись по направлению к Лаго-ди-Маджиоре, a 29 мая произошло сражение при Леньяно.
Вначале император опрокинул ломбардцев, которые в беспорядке начали отступать к колеснице, где находилась миланская национальная хоругвь; часть же миланцев, считая сражение проигранным, бежала в город, но в эту решительную минуту стоявшая в резерве так называемая «дружина смерти», составленная из конных полков, поклявшихся победить или умереть, со стремительной отвагой атаковала немцев, опрокинула их и овладела главным императорским знаменем. Фридрих, сражавшийся, как простой рыцарь, в передних рядах, упал с лошади и едва не лишился жизни. Распространился слух, что император убит, и началась паника, которая привела немецкую армию к бегству. Ломбардцы преследовали бегущих на 8 миль, захватили весь обоз и массу пленных. Собрав остатки войск, Фридрих убедился, что дальнейшая борьба невозможна, и вступил в переговоры, предложив папе Александру III роль посредника. Заключенное при содействии папы 6-летнее перемирие закончилось в 1183 году мирным договором в Констанце.

### Пятый поход (1180-е—1186)
Внимание Фридриха устремилось к королевству Неаполитанскому, король которого Вильгельм II не имел детей и этим открывал надежду своей незамужней тетке, Констанции, достигнуть престола. Фридрих задумал женить своего старшего сына Генриха (впоследствии императора Генриха VI, 1190—1197 годы) на Констанции и этим браком соединить по смерти Вильгельма корону неаполитанско-сицилийского государства с имперской. Противодействие этим планам пап Луция III, a затем Урбана III, которые отказывались короновать его сына королем Италии, вынудило Фридриха предпринять поход в Италию. В начале 1184 года он прибыл в Милан, откуда начал готовиться к походу на Рим, но в это время был объявлен 3-й крестовый поход, участие в котором отвлекло императора от итальянских дел.

## Значение
Успеху итальянских походов Фридриха Барбароссы препятствовала тогдашняя феодальная военная система, мало пригодная для дальних экспедиций. Однако эти походы сыграли свою роль в истории для совершения дальних походов наёмных войск.

## Источник
- Итальянские походы Фридриха I Барбароссы // [Инкерман — Кальмар-зунд]. — СПб. ; [М.] : Тип. т-ва И. Д. Сытина, 1913. — С. 138—139. — (Военная энциклопедия : [в 18 т.] / под ред. К. И. Величко … [и др.] ; 1911—1915, т. 11).